# Hov, Växjö
Hov är en stadsdel i Växjö. Bebyggelsen består övervägande av radhus och villor från 60-talet och 70-talet, men i den västra delen av området, nära Araby, finns även en del flerfamiljshus. Området söder om Mörners Väg har en mer blandad och delvis äldre villabebyggelse och kallas ibland för "Gamla Hov".
Det finns två grundskolor: Pilbäckskolan som är en låg- och mellanstadieskola, och Norregårdbildsskolan, som är en högstadieskola. Mitt i området finns ett stort grönområde, Bondegårdsparken, med Tomtabacken som är en populär pulkabacke på vintern. 2019 invigdes Hovs Aktivitetspark, som bland annat har en multisportplan med konstgräs och en mindre pumptrackbana.
Söder om Mörners Väg finns Skogslyckans kyrka. I stadsdelen finns även Equmeniakyrkan, och i gränslandet mellan Hov och Araby ligger Mariakyrkan.
I den södra utkanten av stadsdelen finns en gymnasieskola, Kungsmadskolan, samt grönområdet Hovskulle, även kallat Solberget. Högst upp på Hovskulle fanns tidigare Växjö vattentorn, som revs 2015 för att ge plats åt ett nitton våningar högt bostadshus, som stod klart 2018.

## Historia
Ortnamnet Hov antyder att här fanns en kultplats eller gudahov i förkristen tid. Orten kan ha varit Värends religiösa centrum under vikingatid. Legenden berättar att sankt Sigfrid hade fått byn som skadestånd för morden på Unaman, Sunaman och Vinaman.
Högst uppe på Tomtabacken finns en äldre mangårdsbyggnad som kallas Hovs Bondegård, eller Stora Bondegård. Den byggdes 1855 av Johan Olof Liedberg, som år 1848 var en av de första svenskarna som reste till Kalifornien för att vaska guld. Han återvände till Sverige med 14 kilo guld, och en del av sin nyvunna förmögenhet använde han för att köpa Hovs Bondegård. Hans jordbruk blev dock inte framgångsrikt, och nödåren vid 1860-talets slut förde honom till ruinens brant. Han sålde gården och återvände till Amerika utblottad.

## Bildgalleri

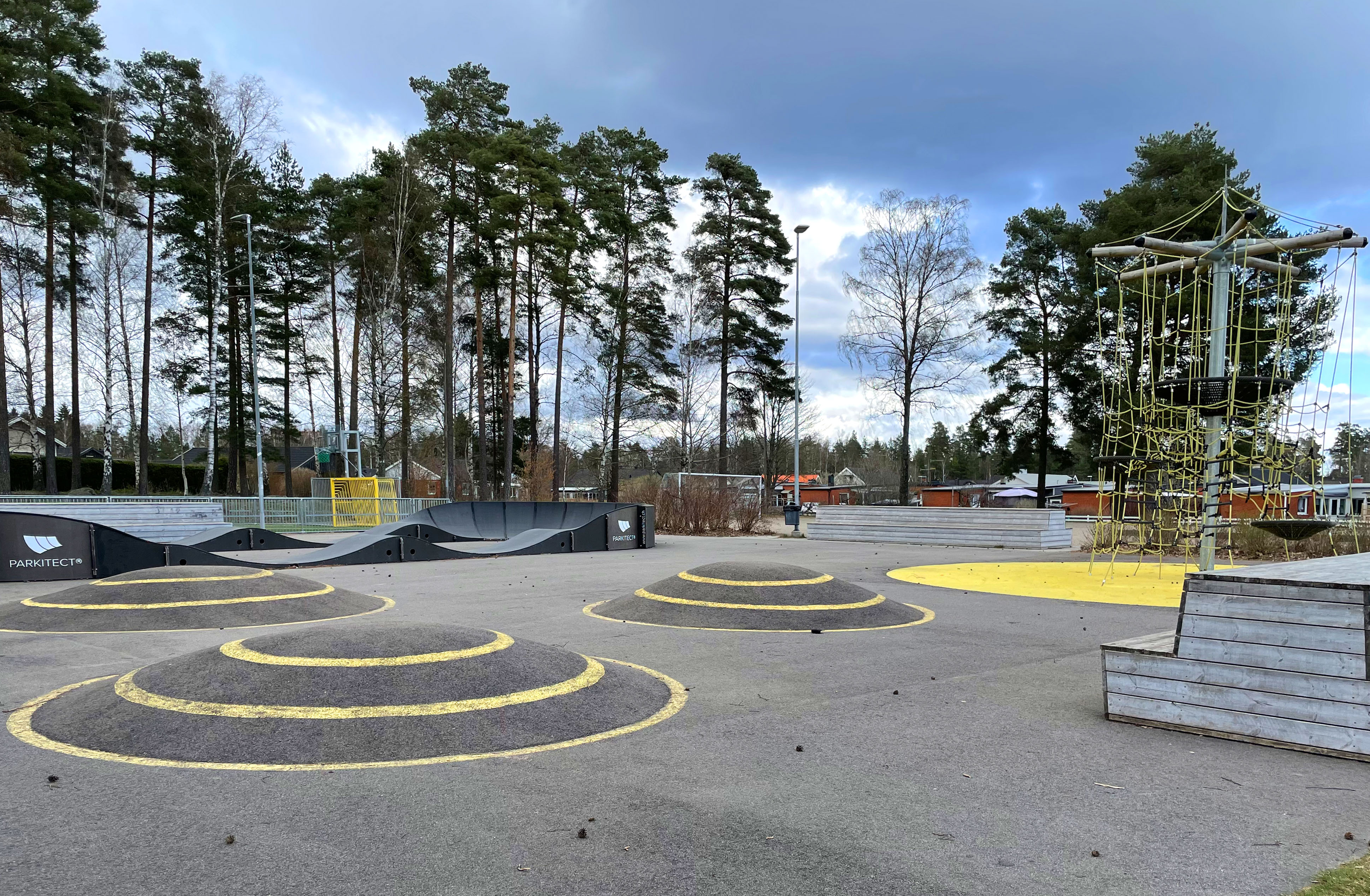
Hovs aktivitetspark
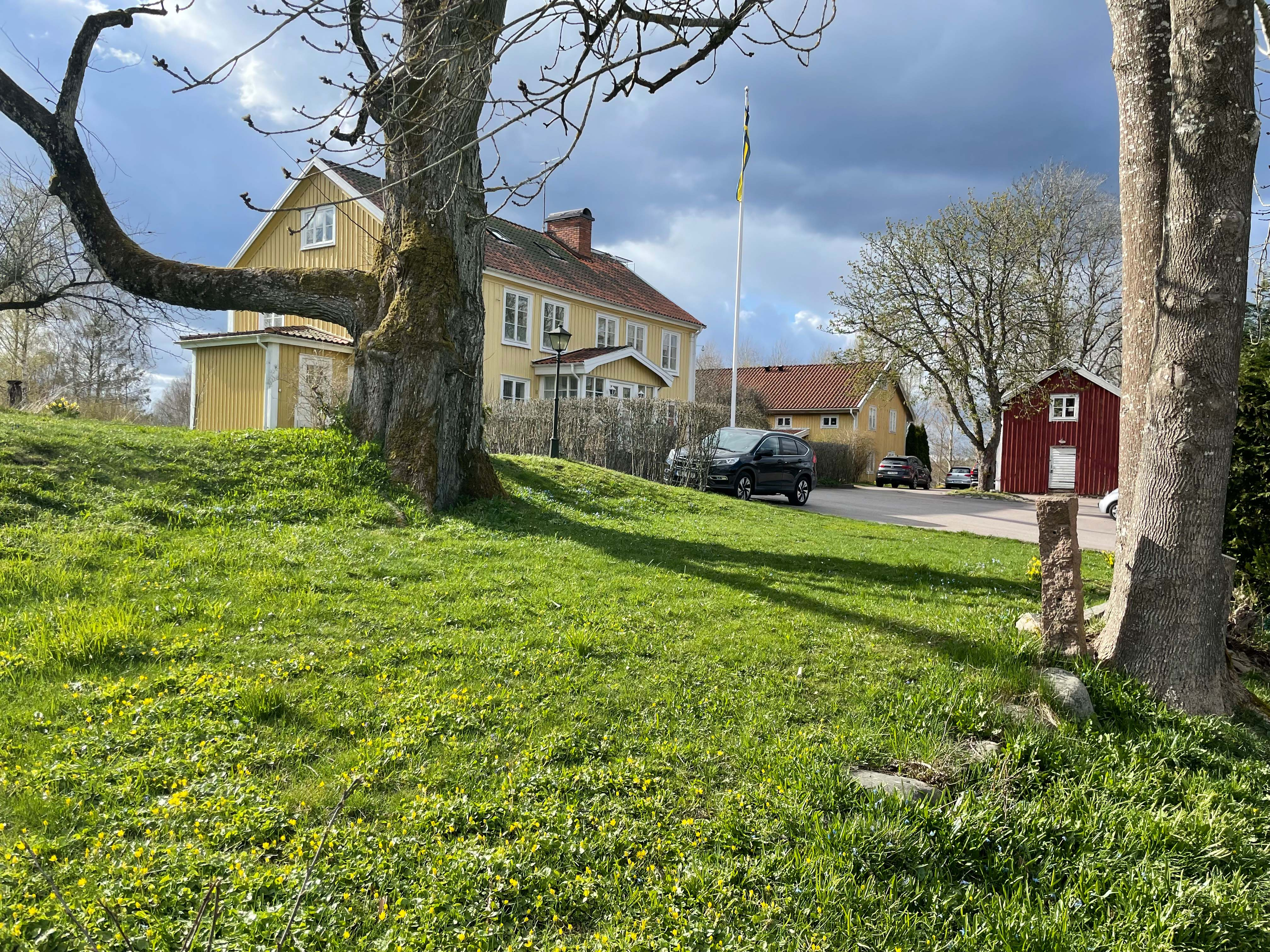
Hovs Bondegård
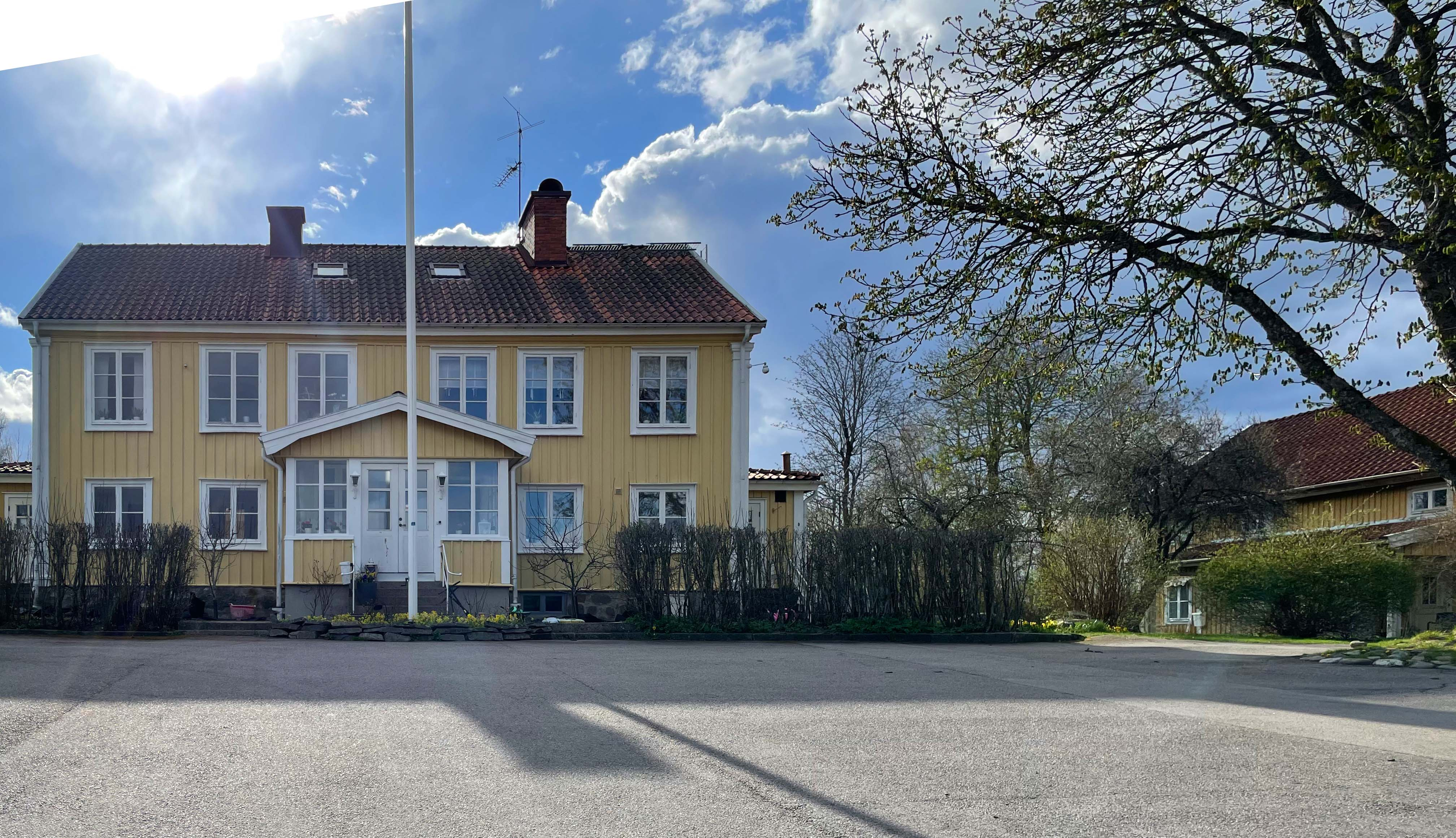
Hovs Bondegård
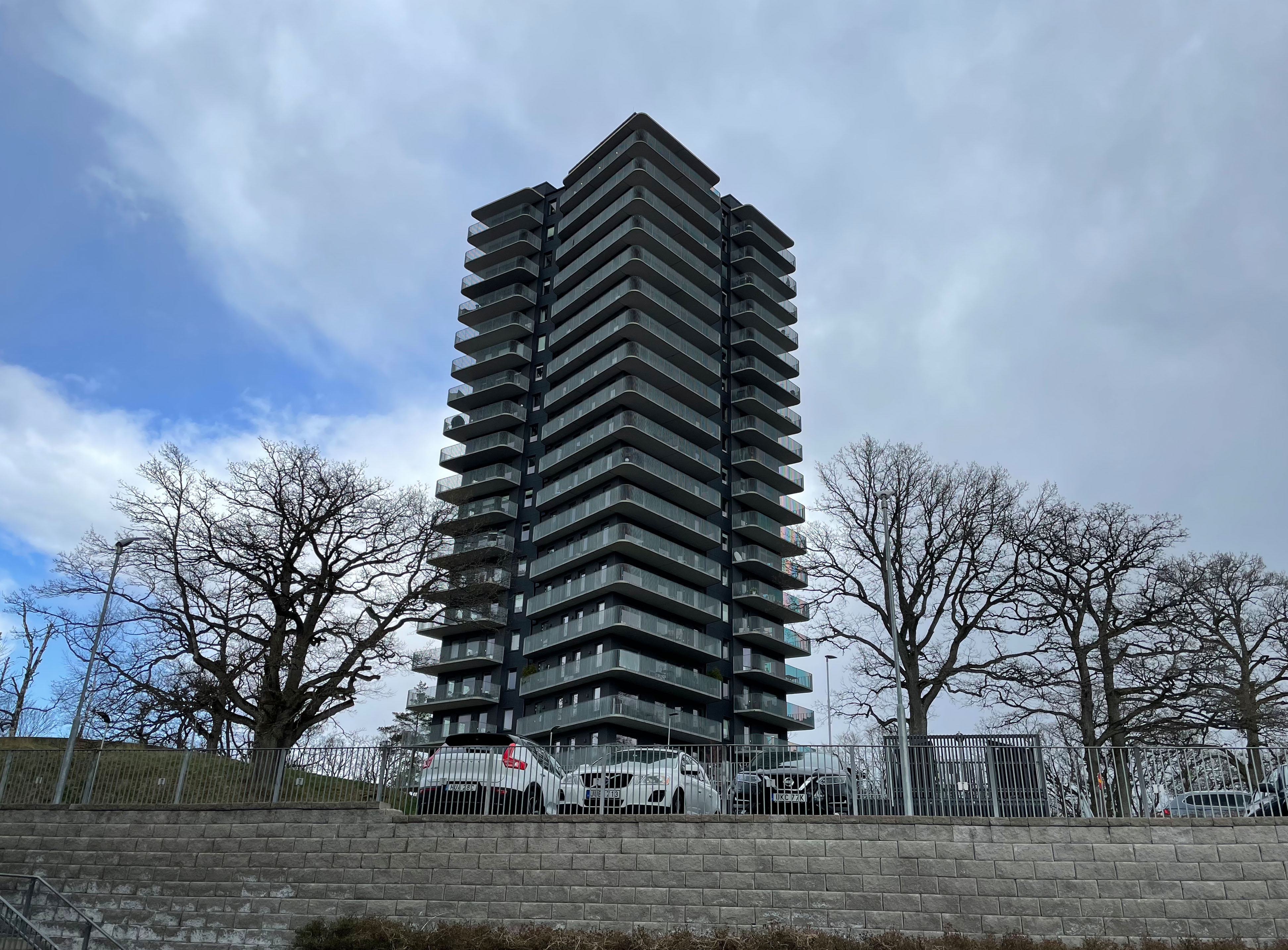
Bostadshus på Hovskulle april 2023
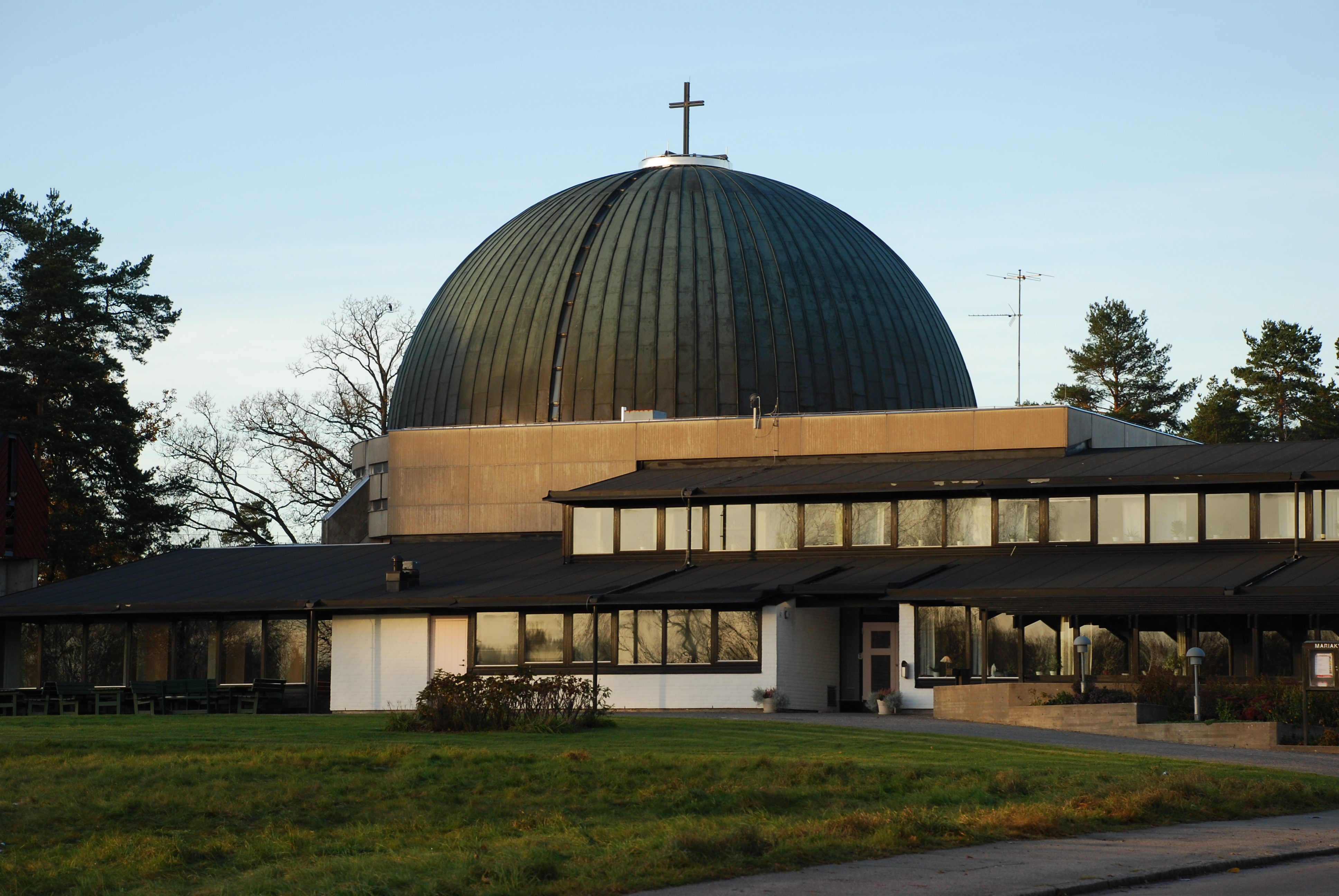
Mariakyrkan
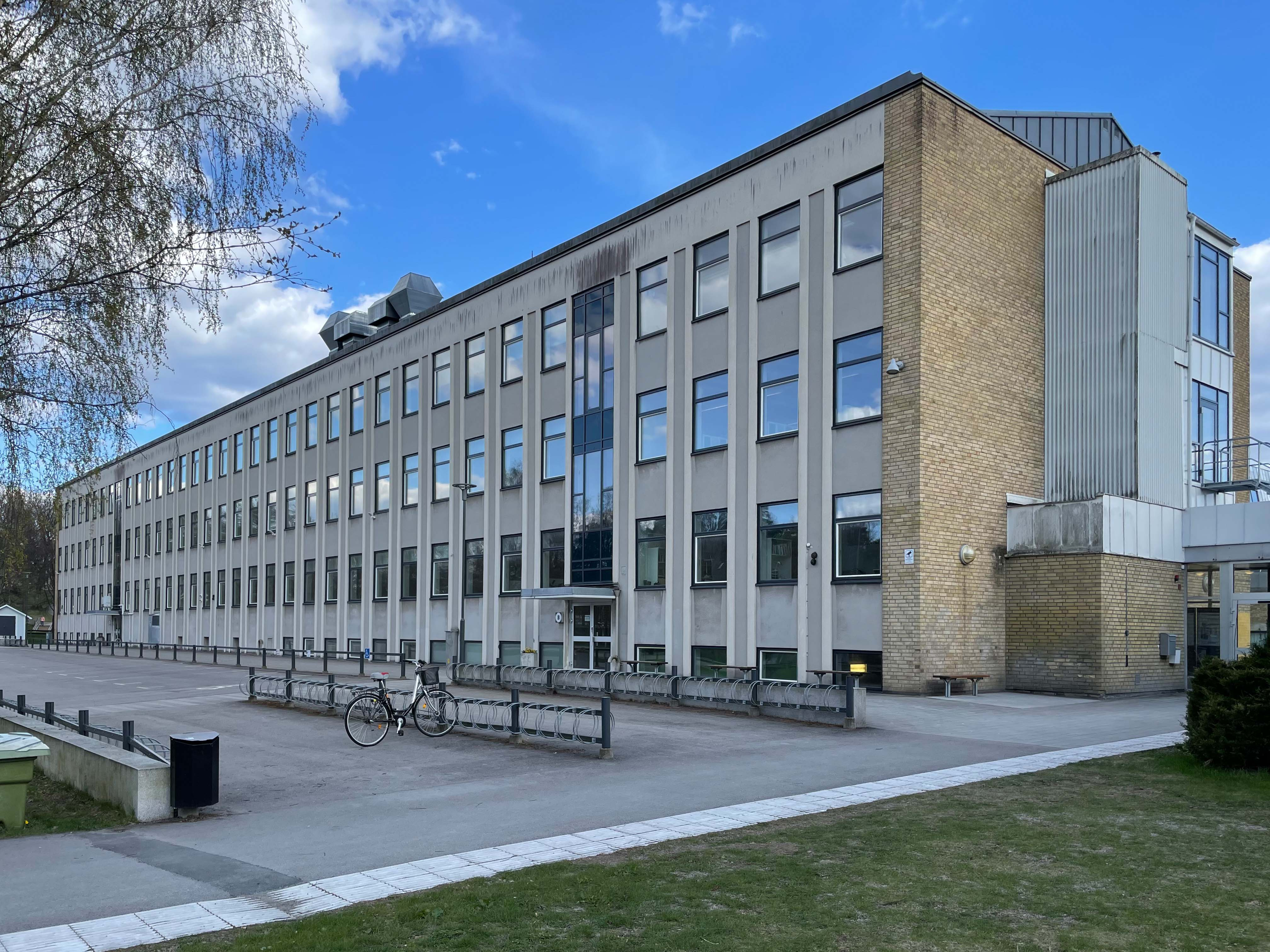
Kungsmadskolan